# Saurauia erythrotricha
Saurauia erythrotricha är en tvåhjärtbladig växtart som beskrevs av Adolph Daniel Edward Elmer. Saurauia erythrotricha ingår i släktet Saurauia och familjen Actinidiaceae. Inga underarter finns listade i Catalogue of Life.